# Märtyrer des Kartäuserordens

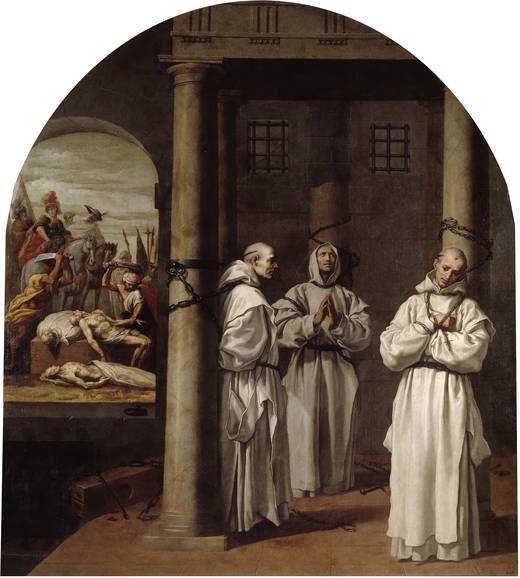
Martyrium des Priors der Kartause von London

Die Märtyrer des Kartäuserordens sind diejenigen Mitglieder, die wegen ihres christlichen Glaubens und der Angehörigkeit zur römisch-katholischen Kirche verfolgt oder getötet wurden. 
Der Kartäuserorden wurde 1084 vom Heiligen Bruno gegründet. Er gab dem Orden eine eremitische Ordnung. Die Mönche leben in Kontemplation und Gebet. Sie werden als Einsiedler bezeichnet, die zusammenleben. Die Kartäuser unterscheiden sich von den Benediktinern, dem ursprünglichsten Orden im Westen, grundsätzlich. Sie sind wesentlich weltabgewandter. Sie sind zum Beispiel nicht in der Pfarrseelsorge tätig und nehmen keine Gäste auf. Im Laufe seiner Geschichte bestanden 260 Kartausen. Heutzutage ist es ein kleiner Orden, der sich auf 25 Klöster, 350 männlichen und 75 weiblichen Mitgliedern beschränkt. Dies hat sie aber nicht vor äußeren Angriffen sowie religiösen und sozialen Umwälzungen bewahrt.

## Die Märtyrer
In den Hussitenkriege des 15. Jahrhunderts in Böhmen wurden die Kartausen wie andere katholische Einrichtungen angegriffen. 1421 wurde die Kartause in Prag geplündert und die Mitglieder waren danach verschollen.
Während der Englischen Reformation 1537 wurde London Charterhouse aufgelöst und die Mitglieder verhaftet und später hingerichtet. Achtzehn Mitglieder der Londoner Kartause wurden von Papst Leo XIII. seliggesprochen. Drei weitere (Augustine Webster, John Houghton und Robert Lawrence) wurden 1970 von Papst Paul VI. zusammen mit anderen englischen Märtyrern als die Vierzig Märtyrer von England und Wales heiliggesprochen.
1572 im Niederländischen Aufstand wurden die Kartausen in Delft und Roermond angegriffen. Dies führte zum Tod von Dom Justus van Schoonhoven und anderer.
In der Französischen Revolution wurden zahlreiche Kartäuser wie andere katholische Ordensmitglieder und Laien verfolgt. Von diesen wurden Claude Beguignot und Lazarus Tiersot, welche 1794 im Gefängnis starben, 1995 von Papst Johannes Paul II. seliggesprochen.
Im Spanischen Bürgerkrieg 1936 waren die Kartäuser vom weit verbreiteten Antiklerikalismus betroffen. Zwei der sechs ermordeten Kartäuser Montalegre wurden bisher als Märtyrer anerkannt.
1944, im Zweiten Weltkrieg, wurden zwölf Kartäuserbrüder in Italien, welche 60 Flüchtlinge beherbergten, von den deutschen Besatzern in Farneta niedergemetzelt.
Die Kartäuser streben keine Heiligsprechung ihrer Mitglieder an und fördern auch nicht deren Verehrung. Andere Personen, Vereinigungen oder Bistümer haben dies aber getan.